# Operacja Moked
Operacja Moked (hebrajski: מבצע מוקד Miwca Moked, operacja „Skupienie”) – zakończona pełnym sukcesem izraelska operacja lotnicza w trakcie wojny sześciodniowej mająca na celu zniszczenie sił lotniczych Egiptu.
5 czerwca po godzinie 7 rano z lotnisk w Izraelu wystartowały 183 samoloty Sił Powietrznych Izraela, które skierowały się na zachód w kierunku Morza Śródziemnego. Po kilkunastominutowym locie na wysokości 18 metrów nad taflą morza i w całkowitej ciszy radiowej, armada izraelska skręciła na południe w kierunku egipskich baz lotniczych w rejonie Delty Nilu. Egipski system obrony powietrznej nie zadziałał, gdyż większość radarów skierowana była na wschód, podczas gdy samoloty izraelskie nadlatywały z północy. W niewielkiej odległości od celów samoloty izraelskie wzniosły się na wysokość 2750 metrów, po czym podzielone na formacje w szyku czwórkowym uderzały w wyznaczone lotniska wojskowe na terenie Egiptu.
Atak rozpoczął się od zrzucania bomb przeciwbetonowych Durandal, po czym następowały ataki na egipskie myśliwce i bombowce znajdujące się na terenie lotniska. W przeciągu 20 minut każda z baz egipskich została zaatakowana trzykrotnie. Celem lotnictwa izraelskiego stały się samoloty bombowe Tu-16, myśliwce MiG-21, myśliwce ponaddźwiękowe, samoloty transportowe oraz śmigłowce. Nalotów dokonywano z małej wysokości, aby zmaksymalizować prawdopodobieństwo trafienia. Do godziny 9 czasu egipskiego w wyniku dwóch 80-minutowych fal nalotów zniszczono całkowicie dwie bazy w Egipcie oraz dwie na Synaju.
Izraelczycy zniszczyli wówczas 293 samoloty przeciwnika: 30 samolotów bombowych dalekiego zasięgu Tu-16, 27 samolotów bombowych średniego zasięgu Ił-28, 12 samolotów myśliwsko-bombowych Su-7, 90 MiG-ów 21, 20 MiG-ów 19, 75 MiG-ów 17, i ponad 30 samolotów transportowych i śmigłowców. Straty izraelskie wyniosły 10 maszyn: trzy Super Mystère’y, dwa Mystère’y, cztery Ouragany i jeden Fouga Magister. Sześć maszyn zostało poważnie uszkodzonych. Zginęło sześciu pilotów. W wyniku zakończonej sukcesem operacji Moked, dowództwo Izraela mogło wydać decyzję do podjęcia działań lądowych na Synaju. Po tym, jak egipskie siły lotnicze zostały unicestwione, rozpoczęły się naloty na Jordanię, Syrię i Irak. W ciągu 30 minut zniszczono całe lotnictwo Jordanii (28 maszyn), Syryjczycy utracili dwie trzecie floty powietrznej (57 maszyn), w Iraku zniszczono natomiast 10 maszyn. Pozostałe uciekły w głąb kraju. Do zmierzchu 6 czerwca Izraelczycy zniszczyli 416 arabskich samolotów bojowych, tracąc 26 maszyn. Operacja „Moked” zakończyła się całkowitym sukcesem i zapewniła wsparcie Siłom Obronnym Izraela w walkach na Synaju.